# Шейх аль-ислам

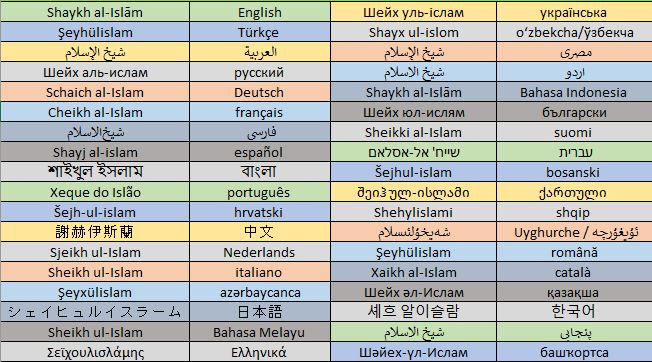
Шейх аль-ислам

Шейх-уль-ислам (араб. شيخ الإسلام‎ — «старейшина ислама») — титул высшего должностного лица по вопросам ислама в ряде исламских государств.
Титул присваивался ведущим богословам, которые досконально знали исламскую правовую традицию и могли применять религиозные нормы к новым, ранее не трактовавшимся случаям. Также шейх-уль-ислам был обязан обладать моральным авторитетом в умме.
В ряде исламских обществ титул шейх-уль-ислама обозначал должность верховного судьи (верховного кадия).

## Османская империя

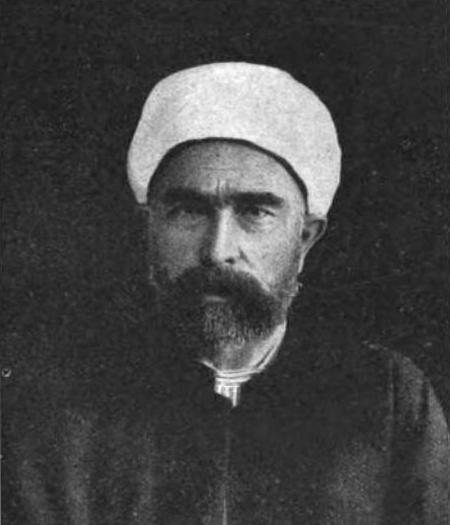
Шейх-уль-ислам Муса Казым-эфенди (1910)

В Османской империи титул шейх-уль-ислама характеризовал главу суннитского миллета приблизительно в той же степени, как греческий Константинопольский патриарх представлял Рум-миллет.
После созыва Великого Национального собрания Турции в 1920 году влиятельный османский институт шейх-уль-исламов уступил место Управлению по делам религий (Diyanet İşleri Başkanlığı).

## Кавказ
В 1980 году Гаджи Аллахшукюр Гуммет оглы Пашазаде был избран председателем Духовного управления мусульман Закавказья и получил духовное звание Шейх-уль-ислам. В 2003 году он получил этот титул пожизненно.

## Список шейх-уль-исламов
- Бурхануддин аль-Маргинани
- Иззуддин ибн Абдуссалам
- Закария аль-Ансари
- Ибн Теймия
- Абу Абдуллах аль-Куртуби
- Абдуллах аль-Ансари
- Абу Исхак аш-Ширази
- Ибн Хаджар аль-Хайтами
- Мухйиддин ан-Навави
- Абдул-Карим аль-Кушайри
- Таджуддин ас-Субки
- Ибн Хаджар аль-Аскаляни
- Абу Бакр аль-Байхаки
- Ахмет Ариф Хикмет Бей Эфенди